# Макарем Ширазі
Насер Макарем Ширазі (перс. ناصر مکارم شیرازی; нар. 3 грудня 1924) — іранський ісламський богослов, великий аятола.

## Біографія
Народився в 1924 (1345 рік Хіджри ) в Ширазі в релігійній сім'ї. У рідному Ширазі закінчив початкову та середню школу. Коли Макарему Ширазі виповнилося вісімнадцять років він виїхав з рідного міста і продовжив освіту в містах Кум та Наджаф.
Повернувшись із Наджафа Макарем Ширазі оселився в Кумі і приступив до релігійної та викладацької діяльності.

## Роботи та внесок у богослов'я
Великий аятолла Макарем Ширазі є автором великої кількості робіт з ісламського віровчення, ісламського права, пізнання ісламу, тлумачення Корану та багатьох інших питань. Більшість його книг перекладено іншими мовами світу. Відомий він і своїми перекладами Корану.

## Політичні погляди
Відомий також тим, що в 2010 році в інтерв'ю державному іранському агентству IRNA назвав Голокост «забобоною» і стверджував, що сіоністи саджають у в'язницю тих, хто намагається з'ясувати правда це чи вигадка, щоб євреї могли зображати з себе жертву
Ширазі видав фетву із закликом до вбивства іранського демократичного активіста Рузбех Фараханипур. Він також виступає за страту шляхом побивання камінням для перелюбників і гомосексуалістів.
У 2025 великий аятола Насер Макарем Ширазі, як один з найвпливовіших шиїтських священнослужителів Ірану, видав фетву, оголосивши президента США Дональда Трампа «ворогом Бога». Згідно з фетвою, мусульмани всього світу повинні боротися з ним.